# Ilvats
Els ilvats (en llatí ilvates) eren un tribu lígur que només menciona Titus Livi.
En parla per primer cop quan diu que l'any 200 aC es van aliar amb els ínsubres i els cenomans per lluitar contra els romans que havien establert colònies a Piacenza i Cremona. El 197 aC encara es resistien quan els seus aliats de la Gàl·lia Transpadana ja s'havien rendit, però aquell mateix any el cònsol Quint Minuci Rufus els va vèncer i el seu nom ja no torna a aparèixer.
Pel que en diu Titus Livi, se suposa que vivien als vessants nord dels Apenins, al nord del Po, a la regió de Clastídium (Casteggio). El seu nom, com el d'altres tribus lígurs no el menciona cap dels historiadors a partir del temps d'August. Alguns erudits proposen identificar-los amb els eleats (eleates) sobre els que el cònsol Marc Fulvi Nobílior va celebrar un triomf l'any 159 aC segons diuen els Fasti, i que Plini el Vell anomena veleiats (veleiates).